# 1989年香港
|        | 香港歷史 \| 香港歷史年表                                                                                                   |
| 世紀： | 19世紀香港 \| 20世紀香港 \| 21世紀香港                                                                                     |
| 年代： | 1950年代香港 \| 1960年代香港 \| 1970年代香港 \| 1980年代香港 \| 1990年代香港 \| 2000年代香港 \| 2010年代香港               |
| 年份： | 1985年香港 \| 1986年香港 \| 1987年香港 \| 1988年香港 \| 1989年香港 \| 1990年香港 \| 1991年香港 \| 1992年香港 \| 1993年香港 |
| 紀年： | 己巳年（蛇年）、香港開埠148周年、香港重光44周年                                                                            |

## 政府

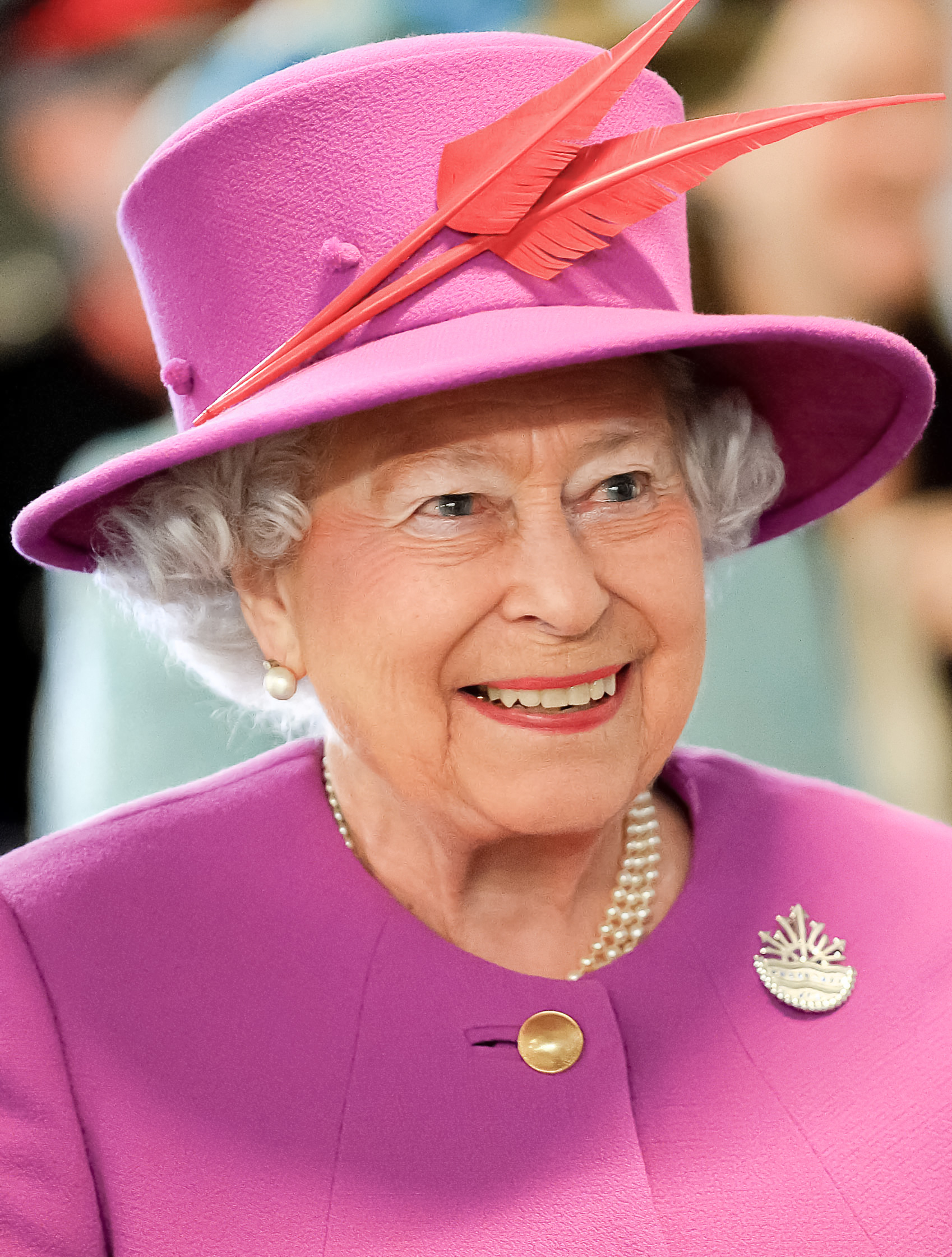
英国君主：伊丽莎白二世
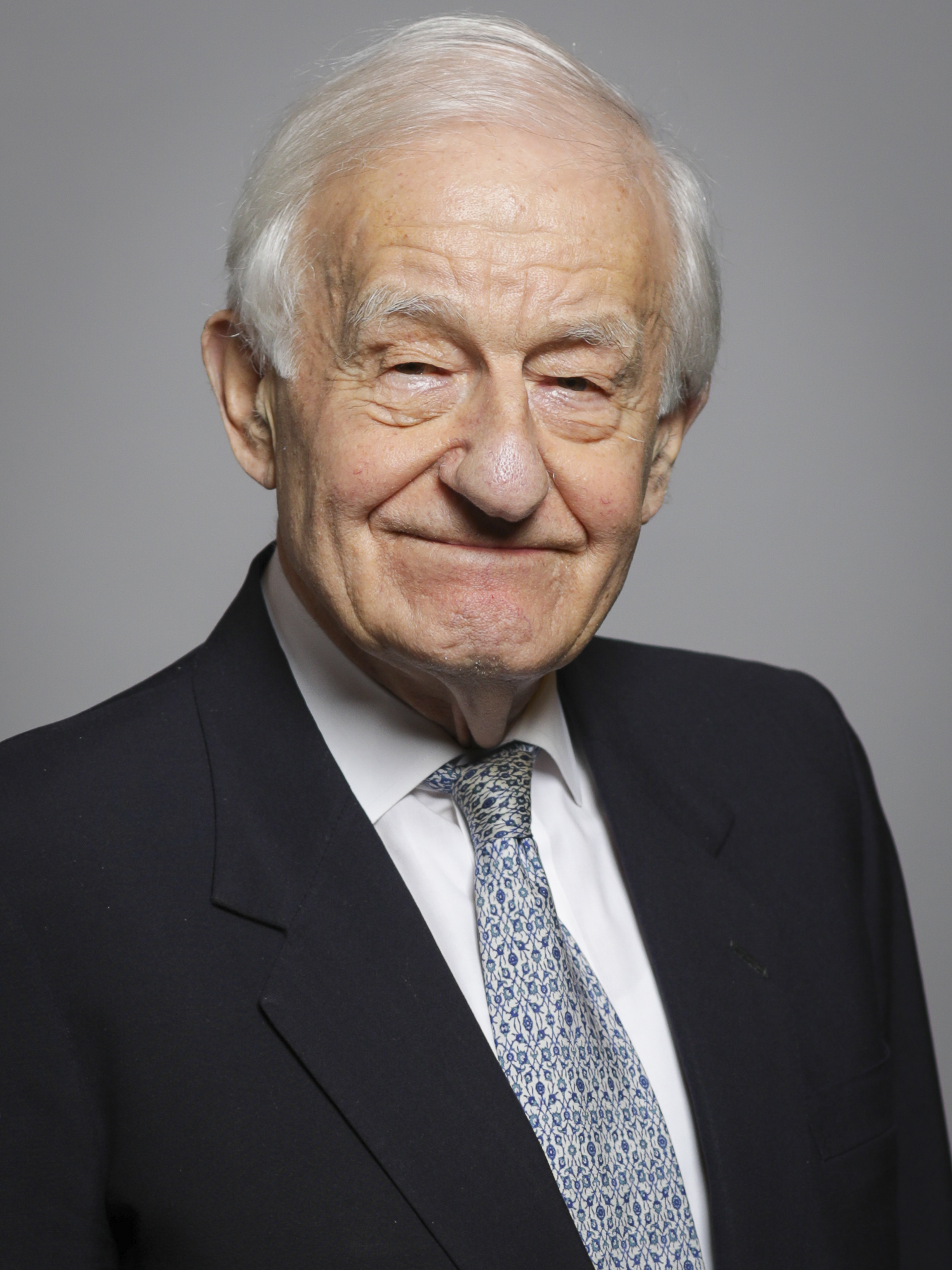
香港總督：衛奕信

## 大事記

### 1月
- 1月11日：九龍城寨第二期遷徙工程進行。
- 1月15日：《香港特別行政區基本法草案》頒佈。
- 1月30日：牛頭角上邨11座17樓碎屍案。
- 1月31日：京士柏公園劫殺案。

### 2月
- 2月2日：香港大學生在立法局大樓外靜坐，抗議行政局通過全港資助大學實行三年學制，並統一於中七收生。
- 2月7日：香港無綫電視與廣東電視台事隔十年後再次攜手合作，在新春時合辦《羊城賀歲萬家歡》。友台亞洲電視舉辦亞視煙花照萬家巨星獻禮.
- 政府宣告把大會堂的香港視覺藝術中心遷往1992落成的香港公園第三期。
- 九龍公園重建完成。

### 3月
- 3月2日：香港政府首次自願遣返越南船民，首批被遣返的船民乘搭專機返回越南河內。
- 3月6日：北角英皇道明苑中心雙屍案。
- 3月9日：一名僅入職一個月的車長駕駛一輛行走3D線的丹拿E型（D405，車牌號碼AD7311）在觀塘道爬頭期間，因巴士車輪觸及快線重鋪路面後較高的部份，車長回軚閃避時突然失控，剷上人行道並撞向九龍灣站巴士站上蓋及正在其車站候車人群。一名候車乘客被車輪輾過當場死亡，另外車長及7名候車乘客亦告受傷。
- 申訴專員公署成立。

### 4月
- 政府宣佈在1991年簽發第二個商業電台牌照。
- 4月2日：輔警女高級督察在葵涌警署大樓16樓會議室因編更問題與疑與輔警警長發生爭執，女高級督察於電梯被連轟三槍後殉職，其後輔警警長再吞槍自盡。
- 4月5日：佐敦官涌街10號5樓雙屍案。
- 4月9日：第八届香港电影金像奖於晚上在香港会议展览中心举行。

### 5月
- 5月1日：香港成立證券及期貨事務監察委員會，同日政府發表《平等機會問題內部諮詢文件》。
- 5月6日：沙田作壆坑新村33號一間丁屋傳出惡臭，警方調查時在三樓發現浴室內有一巨型鐵箱，打開後赫然發現被鹽酸嚴重腐蝕的女性殘肢，死者為任職國泰航空的高級空姐。[1]
- 5月9日：1986年8月動工[2]之太和站啟用。
- 5月17日：屯門奕園臨屋區發生一死一傷命案。[3]
- 5月19日：界限街發生工業意外，電影《獵魔群英》拍攝現場爆破組引爆烈性炸藥時操作失當，導致呂良偉、胡慧中、李賽鳳受傷，其中後兩者一度情況惡劣。
- 5月20日：銅鑼灣舉行8號風球大遊行，4萬人參與。同日颱風布倫達襲港，8號風球高懸，造成6死119傷及1人失蹤。
- 5月21日：中區舉行聲援北京學生大遊行，示威人數達100萬人。
- 5月23日：九龍城龍崗村道15號四樓一單位，男子被殺，翌日被縱火毀屍滅跡。
- 5月27日：跑馬地馬場舉行「民主歌聲獻中華」大會。[4]
- 5月28日：響應全球號召，港島舉行「全球華人大遊行」，參與人數高達150萬人，當時是香港開埠以來遊行人數之最，惟已被2019年6月16日反對逃犯條例修訂草案遊行近200萬人的紀錄打破。

### 6月
- 6月4日：兩賊佯裝顧客持槍企圖打劫，兩店東發現後高呼打劫，嚇退兩賊後尾隨追出，九龍城福佬村道19號瑞興錶行店東遭開槍擊中頭部，送院搶救後證實不治。
- 6月4日：跑馬地舉行黑色大靜坐，20萬人出席，隨後的港島環市大遊行，參加人數達100萬人。
- 6月5日：中區舉行黑色大遊行。
- 6月6日：晚上，數千計車輛在九龍彌敦道遊行，悼念六四事件死難者。
- 6月7日：凌晨1時20分，車隊駛至油麻地碧街街口時，突然有一玻璃瓶凌空飛向街上喧嘩的人群中，一群滋事份子乘機鬧事，觸發騷亂。聚集街頭者達7,000人，不斷有人放火焚燒垃圾，並推倒路邊的垃圾箱及巴士站牌與欄杆。警方在3時15分調動300名防暴隊員到場，配合大批便衣探員及軍裝警員執行掃蕩及驅散人群行動，並發射49枚催淚彈。至清晨5時，騷亂事件始告平息。事件最後造成26人受傷，包括7名警員及19名市民。警方在騷亂中拘捕15人，保安司班乃信事後直指此次騷亂乃「流氓」所為，並無政治目的。天亮後，全港舉行罷工、罷市、罷課抗議北京當局血腥鎮壓六四學運，直至晚上。[5][6][7]
- 6月10日：西環1妻2夫滅門案四口慘死。[8]
- 6月13日：深水埗越南難民營內，兩名越南人發生爭執。1人死亡。
- 6月20日：香港公開進修學院(即今香港公開大學)成立。
- 6月21日：長洲東堤小築雙屍案母毒殺親兒再吊頸。[9]
- 6月22日：黎鴻偉與朋友在筲箕灣道夜店消夜時因「互覷」與另一幫青年發生爭執打鬥，黎一方不敵敗走。黎鴻偉回家取刀後折返報復，將其中一名男子狂斬九刀致死。
- 6月29日：灣仔道一幢大厦發生三級火[10]

### 7月
- 7月2日：大埔大元邨逆子亂刀弒父案。
- 7月7日：紅磡新福閣酒樓被縱火，消防處升為三級大火，6死14傷。
- 7月30日：大潭道一輛旅遊車與雙層中巴相撞，81人受傷。[11]
- 7月31日：西貢居民在萬宜水庫西壩一帶靜坐，抗議香港政府在該處興建越南船民中心。
- 市政局宣佈尤德觀鳥園於1992年啟用。

### 8月
- 政府清拆上環大笪地，以便興建公園。
- 8月8日：下午一時許，一輛行走103線的九巴利蘭奧林比安（BL72，車牌號碼DE2569）在窩打老道及亞皆老街交界與一輛輕型貨車相撞，貨車隨後失控側翻，3人受傷。
- 8月9日：地鐵藍田站啟用，首天即發生水浸。[12]
- 8月14日：城巴開辦沙田第一城至中環的居民巴士60R線（今88R）[13]。
- 8月19日：美孚新邨揭發肢解女屍案。
- 8月23日：將軍澳翠林邨秀林樓殺繼女案。
- 8月28日：小學教師疑因精神病發，而殺害29歲妻子。
- 8月31日：西貢龍蝦灣五花大綁命案。

### 9月
- 9月1日：藝人鍾保羅在沙田第一城自殺身亡。
- 9月6日：荃灣配水庫旁山坡草叢發現男屍，死去不足一年。該山坡由光板田村直入至村尾。一名黑道人物被殺。
- 9月10日：大鴉洲越南船民營爆發霍亂，香港政府把船民遷往喜靈洲。
- 9月21日，東區海底隧道通車。
- 9月25日，鴨脷洲利東邨某座「劏房」單位的64歲老翁，與素有積怨的室友因小事而互相口角，及後突然將火水爐棉芯拋向事主並點火，導致事主被燒至重傷，送院後不治。
- 9月26日，沙頭角中英街6號益群金行的店東失蹤三天後，被現藏屍於舖後六呎高的巨型夾萬中，60萬元金飾被掠走。
- 9月29日，新華社在銅鑼灣世貿中心舉行國慶酒會，而場外有過百人示威並釀成警民衝突，警方以武力打擊民眾，並拘捕4名學生和4名四五行動成員。事件亦造成9位警察受傷，而四五行動有4人受傷。[14]

### 10月
- 港督施政報告公告加速興建準備在1991下半年建成之大老山隧道及在1995建造新機場及新機場核心工程。
- 10月1日：四五行動到新華社門外抗議，有200人參與。
- 10月3日：警方擴充引用警察條例，到亞洲電視和無線電視取走新聞片，以打擊六四事件後四五行動成員的示威活動，其後認為沒有證供價值，即晚交還影帶。記協主席劉慧卿認為警方可以容易拿走記者任何物件，會影響報料人的安全，事件嚴重打擊新聞自由。大律師李柱銘則認為作證據做法合理，因為示威片段不涉及受訪者私隱。[15]
- 10月11日：香港總督衛奕信在立法局發表施政報告，宣佈推行「玫瑰園」計劃，主要內容有興建新香港國際機場，進行大規模填海、港口工程。
- 10月12日：東區走廊（筲箕灣至柴灣段）竣工。[來源請求]
- 10月23日：
  - 旺角新興大廈四級火
  - 屯門藍地福亨村發生火警汽車爆炸燒死一婦。[16]
- 10月25日：無綫電視女編劇黃美玉下班坐公司的員工巴士到彩虹地鐵站附近，再由平定道步行返瓊山苑寓所，懷疑途中被人挾持至鄰近山坡姦殺。

### 11月
- 11月5日：大欖涌郊野公園命案。
- 11月7日：英國查理斯王子及戴安娜王妃訪問香港，並主持香港文化中心及香港會議展覽中心開幕儀式。
- 11月8日：香港文化中心啟用。
- 11月16日：新田公路第二期動工。[來源請求]
- 11月23日：電器商人被發現伏屍於沙田下城門道，被斬二十多刀，身懷三萬元現款。
- 11月28日：中華巴士司機發動罷駛，抗議公司的新退休金計劃，事件最後得到解決。
- 11月29日：香港著名粵劇名伶任劍輝去世。

### 12月
- 九廣鐵路展開天水圍輕鐵支線工程研究。[17]
- 12月12日：51名越南船民被香港政府強制遣返回越南。
- 12月15日：一艘飛翼船衝上油麻地避風塘岸邊，造成3死18傷。[18]
- 12月18日：鴨脷洲發電廠退役[19]。
- 12月29日：1985年12月動工興建的落馬洲過境通道竣工。[20]
- 12月30日：全港電話號碼取消地區字頭，並劃一為7個數字，即易撥日。
- 12月31日：下午二時許，一輛行走93A線的利蘭奧林比安（S3BL290，車牌號碼DY9582）與一輛五噸半搬屋貨車在寶琳路近安達臣道遭對面線的一輛因天雨路滑而失控越線的垃圾車相撞。貨車上兩人死亡，垃圾車及巴士上共有6人受傷。因當時將軍澳隧道尚未通車，意外亦令將軍澳對外交通癱瘓近兩小時。

### 節慶
下列節慶，如無註明，均是香港的公眾假期，同時亦是法定假日（俗稱勞工假期）。有 # 號者，不是公眾假期或法定假日（除非適逢星期日或其它假期），但在商業炒作下，市面上有一定節慶氣氛，傳媒亦對其活動有所報導。詳情可參看香港節日與公眾假期。
- 1月1日（星期日）：元旦
- 1月2日（星期一）：元旦翌日（補1月1日）
- 2月6日（星期一）：農曆年初一
- 2月7日（星期二）：農曆年初二
- 2月8日（星期三）：農曆年初三
- 3月24日（星期五）：耶穌受難節（是公眾假期，但不是法定假日）
- 3月25日（星期六）：耶穌受難節翌日（是公眾假期，但不是法定假日）
- 3月27日（星期一）：復活節星期一（是公眾假期，但不是法定假日）
- 4月4日（星期二）：兒童節 #
- 4月5日（星期三）：清明節
- 6月8日（星期四）：端午節
- 6月17日（星期六）：英女皇壽辰（是公眾假期，但不是法定假日）
- 6月19日（星期一）：英女皇壽辰後第一個星期一（是公眾假期，但不是法定假日）
- 8月26日（星期六）：8月份最後一個星期一之前一個星期六（是公眾假期，但不是法定假日）
- 8月28日（星期一）：8月份最後一個星期一為重光紀念日
- 9月14日（星期四）：中秋節 #
- 9月15日（星期五）：中秋節翌日
- 10月8日（星期日）：重陽節
- 10月9日（星期一）：重陽節翌日（補10月8日）
- 10月31日（星期二）：萬聖夜 #
- 12月22日（星期五）：冬至（是法定假日，但不是公眾假期，根據法定假日放假的機構，或會聖誕節放假，冬至不放假。部份機構或會提早下班）
- 12月24日（星期日）：平安夜#（不是公眾假期或法定假日，但部份機構或會提早下班或放假一天）
- 12月25日（星期一）：聖誕節（根據法定假日放假的機構，或會冬至放假，聖誕節不放假）
- 12月26日（星期二）：聖誕節後第一個周日（是公眾假期，但不是法定假日）
- 12月31日（星期日）：公曆除夕# （不是公眾假期或法定假日，但部份機構或會提早下班或放假一天）

## 出生人物
- 1月2日，蔡潔，香港女演員以及藝人，有人稱翻版之稱的李佳芯相似
- 1月9日，陳靜儀，模特兒
- 1月12日，潘曉彤，前香港童星
- 1月15日，張國權，前香港童星，曾於亞洲電視劇集《我和殭屍有個約會》中飾演的況復生
- 1月17日，陳浚霆，香港藝人
- 1月19日，阮健文，香港足球員
- 1月23日，黃心穎，前香港無綫電視女藝員，黃心美之胞姐妹，曾為《2012年度香港小姐競選》亞軍
- 2月28日，楊穎，模特兒，演員
- 3月1日，蕭麗芠，無綫電視女藝員
- 3月3日，鮑康兒，前香港電視網絡女藝員
- 3月12日，陳芷尤，香港女演員，模特兒
- 3月14日，齊蕙盈，前亞洲電視女藝員
- 3月15日，林希靈，香港藝人
- 3月22日，陳靜，模特兒
- 4月3日，陳慧敏，歌手
- 4月12日，何珮瑜，何佩珉之妹，模特兒
- 4月18日，李豪，香港先生，演員
- 4月24日，陳美茵，前無綫新聞記者
- 4月26日，劉蔚萱，香港前女演員
- 5月4日，吳倩彤，香港前藝人
- 5月10日，陳婉婷，香港藝人
- 5月12日，甄敏婷，香港女藝人
- 5月22日，陳洛鈞，前有線及無線新聞主播
- 6月8日，鄭瑩瑩，香港藝人
- 6月10日，陳華鑫，無綫電視前女藝員（首個於六四事件後出生的香港藝人）
- 6月24日，鄧小巧，歌手
- 7月4日，趙璧渝，無綫電視藝員
- 7月4日，黃倩婷，香港演員
- 7月5日，李明蔚，已故歌手（於2021年5月4日逝世）
- 7月9日，黃俊熙，網名「Cooking HayHay」，香港網民
- 7月11日，歐陽耀冲，香港足球員
- 7月18日，簡淑兒，香港藝人
- 7月23日，彭慧中，香港藝人
- 8月14日，盧志軒，香港足球員
- 8月16日，李穎琳，前香港新聞從業員
- 8月25日，黃美棋，前香港童星女演員
- 8月25日，吳海昕，香港女模特兒，藝人，演員，曾為《2014年度香港小姐競選》旅遊大使獎
- 8月27日，陳亭嘉，前無綫藝員
- 9月8日，沈愛琳，香港女藝人
- 9月9日，劉佩玥，無綫藝員，曾為《2013年度香港小姐競選》季軍
- 9月11日，劉嘉琪，香港女藝人
- 9月17日，劉俐，香港前女藝人
- 9月19日，陶枳樽，香港藝人
- 9月21日，王智德，男子音樂組合Mirror成員
- 9月21日，林芊妤，香港藝人，瑜珈教練
- 9月26日，楊樂文，男子音樂組合Mirror隊長
- 9月26日，張明偉，香港藝人
- 9月28日，周志康，周志文兄弟，香港男藝人
- 10月8日，駱胤樺，駱胤鳴之妹，香港女歌手
- 10月17日，陳易希，香港少年發明家
- 10月22日，陳瀅，香港藝人
- 11月4日，雷深如，香港著名女歌手
- 11月10日，蔣家旻，香港女藝人
- 11月10日，張慧雯，香港女演員
- 11月25日，王子涵，香港女藝人，王晶導演之女
- 12月1日，蔡穎恩，模特兒
- 12月1日，湛琪清，香港女藝人
- 12月4日，盧頌之，模特兒
- 12月4日，劉念溢，香港足球員
- 12月5日，龔嘉欣，香港藝人
- 12月16日，譚杏藍，香港藝人
- 12月22日，陳穎欣，香港歌手，Super Girls成員
- 12月23日，林作，香港藝人，補習導師，前大律師
- 12月27日，王淑玲，香港演員
- 12月29日，黃鎧晴，香港歌手
- 12月30日，陳雅思，香港藝人，曾為《2016年度香港小姐競選》季軍
- 本年
  - 張欣宇，香港政治人物，政府官員
  - 張曼莉，香港政治人物，政府官員

## 大型獎項

### 電視廣播有限公司獎項（1989年）
香港小姐
- 冠軍：陳法蓉
- 亞軍：朱潔儀
- 季軍：梁佩瑚
- 最上鏡小姐：翁慧德
- 國際親善小姐：陳法蓉

新秀歌唱大賽
- 冠軍：湯美君

十大勁歌金曲頒獎典禮
- 最受歡迎男歌星：張國榮
- 最受歡迎女歌星：梅艷芳
- 金曲金獎：《夕陽之歌》（歌手：梅艷芳）